# 前50年代
| 千纪： | 前1千纪                                                                                          |
| 世纪： | 前2世纪 \| 前1世纪 \| 1世纪                                                                      |
| 年代： | 前80年代 \| 前70年代 \| 前60年代 \| 前50年代 \| 前40年代 \| 前30年代 \| 前20年代                 |
| 年份： | 前59年 \| 前58年 \| 前57年 \| 前56年 \| 前55年 \| 前54年 \| 前53年 \| 前52年 \| 前51年 \| 前50年 |

前50年代從前59年1月1日開始，於前50年12月31日結束。

## 大事记
- 公元前59年，汉宣帝任丙吉為丞相。
- 公元前59年，羅馬共和國選愷撒為執政官。
- 公元前58年，汉宣帝誅酷吏河南太守嚴延年。
- 公元前58年，匈奴分裂為二，有呼韓邪單于、屠耆單于二單于。
- 公元前58年，羅馬共和國選龐培為執政官，任命愷撒為高盧總督。
- 公元前57年，匈奴分裂為五，有五單于。
- 公元前57年，朝鮮半島朴赫居世據辰韓故地，建新羅王國。
- 公元前55年，愷撒統軍渡海峽入英格蘭，發出名言：「我來，我見，我征服。」
- 公元前54年，漢宣帝誣故平通侯楊惲大逆，楊惲腰斬。
- 公元前54年，匈奴呼韓邪單于南遁，郅支單于入單于庭，匈奴分為南北二國。
- 公元前53年，南北單于臣服汉朝。
- 公元前53年，羅馬共和國克拉蘇遠征安息王國，大敗，克拉蘇被擒杀。
- 公元前51年，呼韓邪單于入汉朝。